# 112 우크라이나
112 우크라이나(우크라이나어: 112 Україна)는 24시간 뉴스 보도를 제공하는 우크라이나 민영 TV 채널이었다. 112 우크라이나는 아모스 2/3 위성과 DVB-T2 네트워크를 통해 시청할 수 있었으며, 2021년 2월 우크라이나에서 방송이 금지될 때까지 모든 주요 우크라이나 케이블 사업자의 패키지로도 제공되었다. 이 채널은 라이브 방송에 중점을 두었다.
이 채널은 친러 정치인이자 사업가인 빅토르 메드베드추크와 제휴한 것으로 알려졌다. 2018년 12월부터 이 채널은 인생을 위한 야권연단의 국회의원인 타라스 코자크가 소유하고 있는데 그는 메드베드추크의 동료인 것으로 알려졌다. 이 채널의 방송은 코자크에게 부과된 제재의 일환으로 2021년 2월 2일 우크라이나 국가안보 및 국방위원회에 의해 금지되었다. 이 채널은 즉시 폐쇄되었지만 인터넷에서 콘텐츠를 계속 라이브 스트리밍했다. 2021년 3월 5일, 유튜브는 이 채널의 라이브 방송을 차단했다.

## 채널의 역사
112 우크라이나는 개념 개발, 장비 공급 및 사무실 공간 설계부터 프로그래밍 및 비즈니스 최적화 솔루션에 이르기까지 4개월 만에 구상되어 출범했다. 2013년 11월 26일, 112 우크라이나의 발표가 있었고, 2013년 11월 28일, 새로운 TV 채널이 우크라이나 화면에 등장했다.
2014년 8월, 이 채널은 브뤼셀에 특파원 사무실을 열었다. 이후 크림반도, 모스크바, 빌뉴스, 리비우와 라이브 연결을 조직했다.
2014년 7월 112 우크라이나 대표들과의 첫 비공식 회의에서 국가 텔레비전 및 라디오 방송 위원회 의장과 부의장은 문서 증거에도 불구하고 "112 우크라이나"의 소유주 안드레이 포드쉬프코프가 명목상 소유주라고 주장했다. 국가 위원회 대표들은 실제 소유주가 빅토르 야누코비치 내각의 전 장관 중 한 명이라고 밝혔고, 112 우크라이나가 소유한 5개 지역 방송국의 프로그래밍 개념을 갱신하는 것을 거부했다. 2015년, 112 우크라이나는 "슈스터 라이브" 토크쇼 중 스카이프를 통해 스튜디오에서 인터뷰한 러시아 언론인 막심 셰프첸코의 발언에 대해 국가 위원회로부터 경고를 받았다. 유럽 언론인 연맹 회장은 2015년 2월 112 우크라이나에 대한 폐쇄 위협이 명백히 불균형적으로 보인다고 밝혔다.
2018년 12월, 야권전선의 국회의원이었으며 2019년에 인생을 위한 야권연단으로 재선된 타라스 코자크는 이 채널과 "112 우크라이나" 그룹의 6개 TV 채널을 모두 인수했다.
2019년 7월 13일, 신원 미상의 공격자가 키이우에 있는 112 우크라이나 사무실에 수류탄을 발사하여 건물에 피해를 입혔다.
2020년 5월 말, 112 우크라이나는 페트로 시모넨코가 돈바스 전쟁이 "미국의 지원을 받는 우크라이나 민족주의자와 신파시스트가 시작한 내전"이라고 주장하는 내용을 방송하여 ₴100,000의 벌금을 부과받았다. 시모넨코는 2015년에 금지된 우크라이나 공산당 (KPU)의 제1서기이다.

### 폐쇄
2021년 2월 2일, 우크라이나 국가안보 및 국방위원회는 112 우크라이나 소유주 타라스 코자크에 대한 제재의 일환으로 이 채널의 방송을 공식적으로 금지했다. 그에게 제재를 가한 이유는 우크라이나 보안국의 조사에 따르면 코자크가 정부 통제 하에 있지 않은 도네츠크주와 루한스크주 지역의 석탄 광산 공급 계획을 통제하여 "테러 자금 지원"에 기여했기 때문이었다. 이 제재의 일환으로 이 채널은 우크라이나에서 방송이 금지되었다. 이 채널은 즉시 폐쇄되었지만 나중에 인터넷 라이브 스트리밍으로 전환했다. 우크라이나 대통령 볼로디미르 젤렌스키는 이 금지가 어려운 결정이었으며, 우크라이나는 언론의 자유를 지지하지만, "침략국이 자금을 지원하는 선전"은 아니라고 밝혔다. 우크라이나 대통령실 고문 미하일로 포돌랴크는 우크라이나 언론에서 이 채널과 코자크가 소유한 다른 금지된 TV 채널들(뉴스원과 ZIK (Ukraine))이 "우크라이나에서 외국의 선전 도구로 매우 활발하고 종종 공개적으로 사용되었다"고 밝혔다. 뉴스원 및 ZIK과의 공동 성명에서 112 우크라이나는 자신들의 금지에 대해 "반대하는 언론에 대한 정치적 보복"이라고 비난했다. 러시아 상원의원 통합 러시아의 알렉세이 푸시코프는 "야당 TV 채널을 폐쇄함으로써 젤렌스키는 정치적 경쟁에 저항할 능력이 없음을 인정했다"고 주장했다. 유럽 연합의 외교 고위대표 주제프 보렐 대변인은 서면 성명에서 "우크라이나의 영토 보전과 국가 안보를 보호하고 정보 조작으로부터 자신을 방어하려는 노력은 정당하지만", "취해진 어떤 조치도 목적에 비례해야 한다"고 덧붙였다. 키이우 주재 미국 대사관은 2월 3일 "미국은 어제 우크라이나 법률에 따라 주권과 영토 보전을 수호하며 러시아의 악의적인 영향력에 대항하려는 우크라이나의 노력을 지지한다"고 밝혔다. 채널 금지 후, 112 우크라이나, 뉴스원 및 ZIK의 언론인들은 "최초의 독립 TV 채널"(우크라이나어: "Першого незалежного")이라는 또 다른 TV 채널을 설립했는데, 이 채널은 출시 한 시간 만에 폐쇄되었다.
2021년 3월 5일, 유튜브는 112 우크라이나의 라이브 방송을 차단했지만, "최초의 독립 TV 채널"에 대해서는 아무런 조치를 취하지 않았다.

## 구조 및 범위
2021년 2월 금지 이전에는 112 우크라이나가 우크라이나 영토의 75%를 포괄했다. 이 채널은 가장 큰 우크라이나 케이블 사업자의 패키지로 제공되었고, DVB-T2 네트워크와 AMOS 2/3 위성을 통해 방송되었다.
112 우크라이나는 하나의 위성 라이선스와 공동 벤처 계약으로 통합된 5개의 지역 디지털 라이선스로 운영되었다. 112 우크라이나의 위성 라이선스는 2013년 8월 22일에 발급되었다. 디지털 라이선스를 가진 회사들은 2014년 8월 16일에 112 우크라이나 회사들과 합병되었다.
킹스 칼리지 런던의 정책 연구소에서 RT와 스푸트니크와 같은 러시아 국영 미디어에서 영국 타블로이드 신문인 더 데일리 메일과 112 우크라이나를 포함한 우크라이나 러시아어 미디어로 "잘못된 정보"가 확산되는 것을 평가하기 위해 연구가 수행되었다. 이 연구는 러시아 미디어가 종종 우크라이나 출처의 보도를 가져와 재포장한다는 것을 발견했다. 그러나 그 반대의 일반적인 증거는 발견되지 않았다. 이 결과는 두 가지 특정 뉴스 기사에 대해 더 면밀한 분석이 수행되었을 때 재현되었으며, 한 경우에는 "RT, RIA 또는 TASS의 콘텐츠가 우크라이나 사이트에 복제된 사례는 없었지만, 러시아 사이트가 퍼레이드에 대해 보도하기 위해 우크라이나 콘텐츠를 사용한 여러 사례가 있었다"고, 다른 경우에는 러시아에서 우크라이나로의 유일한 전파가 긴 인용문에서 비롯되었다고 밝혔다.
EUvsDisinfo 사이트는 112.international 및 112.ua 웹사이트의 소수의 특정 기사들이 친러시아적 논점을 홍보하는 것으로 강조했다. 우크라이나 군을 "게으르다"고 비난하는 가짜 블로그 게시물이 영어로 된 112.international에서 강조되었으며, 인터뷰에서는 인터뷰 대상자가 키이우가 돈바스의 평화를 방해하려 한다고 주장했다.